# Rynek gazu ziemnego w Polsce
Rynek gazu ziemnego w Polsce składa się z dwóch głównych obszarów: dystrybucji (OSD) i obrotu gazem.

## Wydobycie
W Polsce gaz ziemny wydobywa się głównie na Podkarpaciu (Przemyśl, Husów, Sanok) i zapadlisku przedkarpackim (wysokometanowy) w wyniku odmetanowywania kopalni węgla kamiennego w GOP, w Wielkopolsce (Odolanów, Kościan, Grodzisk Wielkopolski, Międzychód) oraz Lubuskiem (Drezdenko). Pierwsze odwierty zakończyły się powodzeniem i uruchomienie 13 kopalń planowane jest przez PGNiG już w 2012 roku. W ostatnim czasie rozpoczęły się nowe badania w celu potwierdzenia obecności ropy w okolicach Szamotuł oraz Trzcianki i Czarnkowa.
Oprócz metod tradycyjnych w Polsce istnieją także możliwości niekonwencjonalnego uzyskiwania gazu ziemnego. Może to być metan ze złóż węgla, metan z łupków oraz gaz wydobywany z izolowanych porów skalnych. Zasoby takie szacuje się na 1,5–3 bln metrów sześciennych. W roku 2010 rozpoczęły się prace poszukiwawcze, które w perspektywie kilku lat dadzą odpowiedź, czy takie złoża istnieją. Złoża konwencjonalne są szacowane na 98 mld metrów sześciennych.
Na przełomie lat 2015/2016 wydobycie krajowe zaspokajało ok. 1/3 zapotrzebowania na gaz w Polsce. Pozostałe 2/3 pochodziły z importu, przede wszystkim z Rosji.
Zapotrzebowanie Polski na gaz w roku 2019 wynosiło około 18 mld m³.

## Obszar dystrybucji
W obszarze dystrybucyjnym działa jeden duży operator systemu dystrybucyjnego – PSG Sp. z o.o. i kilkudziesięciu mniejszych operatorów systemu dystrybucyjnego, działających lokalnie, których sieci przyłączone są do PSG Sp. z o.o. lub operatora systemu przesyłowego Gaz-System S.A. Dystrybucja gazu do odbiorców odbywa się zgodnie z wymogami określonymi w Instrukcji Ruchu i Eksploatacji Sieci Dystrybucyjnej.

## Obszar obrotu gazem
Obszarem Obrotu zajmuje się kilkadziesiąt podmiotów, jednak podobnie jak w przypadku dystrybucji, jest zmonopolizowany przez jeden duży podmiot – przedsiębiorstwo PGNiG S.A. Na koniec grudnia 2014 r. 141 podmiotów posiadało koncesję na obrót gazem ziemnym. Natomiast aktywnie w zakresie obrotu gazem ziemnym działało 59 przedsiębiorstw.
Udział grupy kapitałowej PGNiG S.A. w sprzedaży gazu do odbiorców końcowych w 2014 r. wyniósł 89,24%, podczas gdy rok wcześniej udział ten stanowił 94,42%. Pozostałe 10,76% sprzedaży gazu do odbiorców końcowych realizowane było przez alternatywne spółki obrotu działające w Polsce oraz przez spółki sprzedające gaz z zagranicy bezpośrednio do dużych odbiorców końcowych, którzy samodzielnie sprowadzili ten gaz do Polski.
Sprzedaż i zakup gazu ziemnego podobnie jak w przypadku energii elektrycznej odbywa się przede wszystkim na giełdzie towarowej prowadzonej przez TGE S.A. Uczestnikami rynku giełdowego gazu są przede wszystkim przedsiębiorstwa obrotu paliwami gazowymi oraz odbiorcy końcowi, z dużym zapotrzebowaniem na gaz ziemny, którzy mogą działać samodzielnie na podstawie stosownej umowy z TGE S.A., stając się członkami giełdy lub poprzez domy maklerskie. Rozwój giełdowego rynku gazu ziemnego jest m.in. skutkiem zmian w ustawie – Prawo energetyczne, które zobowiązały przedsiębiorstwa energetyczne zajmujące się obrotem paliwami gazowymi do obowiązkowej sprzedaży części gazu ziemnego na giełdach towarowych. W 2014 r. obowiązek ten wynosił 40% gazu wprowadzonego do sieci przesyłowej przez przedsiębiorstwa obrotu gazem ziemnym.

## Liberalizacja rynku gazu ziemnego
Stworzenie przez jednolitego, wirtualnego punktu zakupu gazu w Polsce oraz rozpoczęcie sprzedaży gazu na polskiej Towarowej Giełdzie Energii stworzyły podstawy dla jego liberalizacji. Kolejną ważną zmianą było wprowadzenie ustawowego obliga giełdowego i wynikający z niego podział PGNiG na dwie spółki. Tym samym płynność na giełdzie znacząco wzrosła, a dla wszystkich przedsiębiorstw obrotu gazem w Polsce zostały stworzone porównywalna warunki w zakresie kosztów zakupu gazu ziemnego.
Do pełnej liberalizacji rynku gazu ziemnego konieczne są jednak dalsze zmiany. Najważniejszą z nich jest uwolnienie cen gazu dla klientów końcowych. Oznaczałoby to, że wszystkie przedsiębiorstwa obrotu gazem wszędzie tam, gdzie występowałyby również jako operator sieci, nadal musiałyby zatwierdzać taryfę. Według tej taryfy gaz dostarczany byłby do wszystkich klientów, którzy nie zmieniliby sprzedawcy. Jednocześnie wszystkie przedsiębiorstwa obrotu, które nie posiadają własnych sieci lub oferują gaz na sieciach innego operatora, zostałyby zwolnione z obowiązku taryfowania. Taki sposób postępowania sprawdził się w przypadku rynku energii elektrycznej. Klienci w takich warunkach rynkowych będą mogli odbierać gazu po cenach regulowanych, albo zmienić na korzystniejszą, bądź bardziej elastyczną ofertę konkurencji. 

## Podziemne magazyny gazu
W Polsce pierwsze próby magazynowania gazu w wyeksploatowanym złożu gazu ziemnego rozpoczęły się w 1954 roku w Karpatach w złożu Roztoki (w okolicach Jasła). Był to pierwszy PMG w Europie. Obecnie w Polsce istnieje 7 podziemnych magazynów gazu wysokometanowego, wszystkie należą do spółki PGNiG.